# We Own the Night Tour
A We Own the Night Tour a Selena Gomez & the Scene harmadik koncertkörútja, mely során a When the Sun Goes Down című albumot promotálja az együttes. Valamennyi állomás Észak-Amerika területén helyezkednek el.

## Háttér

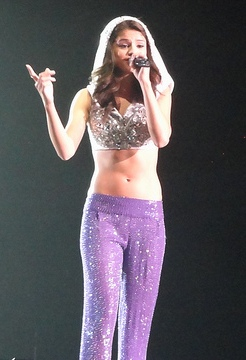
Selena Gomez a turné egyik állomásán.

A turnét 2011. március 25-én jelentette be a Hollywood Records. Az információk között szerepelt, hogy közel 30 megállón keresztül az Egyesült Államokat járná be az együttes, várhatóan 2011. nyarán. A bejelentést a kiadó a Who Says megjelenésével egy időben tette. Selena megerősítette, hogy az együttes egy egyveleget fog előadni Britney Spears tiszteletére.
Később így nyilatkozott:
"Nagyon izgatott vagyok a turné miatt. Idegesebb vagyok, mint bármikor, mivel szerintem elvárások lesznek velünk szemben [...] Alig várom, hogy láthassam az én hihetetlen rajongóimat a turnén. Egy nagyszerű műsoron és dallistán dolgozunk, néhány meglepetéssel. Biztosítani akarom, hogy mindenki jól érezze majd magát. [...] Szerintem a koncertkörúttal próbára teszem majd magam, hogy olyan kreatív legyek, amennyire csak lehet."

## Nyitó előadók
- Christina Grimmie (Egyesült Államok és Kanada)[5]
- Allstar Weekend (Egyesült Államok)[6]
- Shawn Desman (Kanada)

## Dallista
1. A Year Without Rain
2. Hit the Lights
3. Summer's Not Hot
4. Round & Round
5. The Way I Loved You
6. We Own the Night
7. Love You Like a Love Song
8. Spotlight
9. Bang Bang Bang
10. When the Sun Goes Down
11. Intuition
12. Falling Down
13. Super Bass
14. 6 Foot 7 Foot
15. Rock God
16. Middle of Nowhere
17. My Dilemma
18. Off the Chain
19. Egyveleg:
  1. ...Baby One More Time
  2. (You Drive Me) Crazy
  3. I'm A Slave 4 U
  4. Oops!… I Did It Again
  5. Toxic
  6. Hold It Against Me
20. Whiplash
21. Tell Me Something I Don't Know
22. Naturally

Ráadás:
1. Who Says
2. Magic

## Turné állomások
| Észak-Amerika        |                  |                  |                                      |
| 2011. július 28.     | Boca Raton       | Egyesült Államok | Count de Hoernle Amphitheater        |
| 2011. július 30.     | Clearwater       | Egyesült Államok | Ruth Eckerd Hall                     |
| 2011. július 31.     | St. Augustine    | Egyesült Államok | St. Augustine Amphitheatre           |
| 2011. augusztus 2.   | Atlanta          | Egyesült Államok | Chastain Park Amphitheater           |
| 2011. augusztus 3.   | Charlotte        | Egyesült Államok | TWC Uptown Amphitheatre              |
| 2011. augusztus 5.   | Bethel           | Egyesült Államok | Bethel Woods Center for the Arts     |
| 2011. augusztus 9.   | Darien           | Egyesült Államok | Darien Lake Performing Arts Center   |
| 2011. augusztus 10.  | Clarkston        | Egyesült Államok | DTE Energy Music Theatre             |
| 2011. augusztus 12.  | Papillion        | Egyesült Államok | Werner Park                          |
| 2011. augusztus 13.  | Rosemont         | Egyesült Államok | Rosemont Theatre                     |
| 2011. augusztus 14.  | Cleveland        | Egyesült Államok | Jacobs Pavilion at Nautica           |
| 2011. augusztus 16.  | Gilford          | Egyesült Államok | Meadowbrook U.S. Cellular Pavilion   |
| 2011. augusztus 17.  | Uncasville       | Egyesült Államok | Mohegan Sun Arena                    |
| 2011. augusztus 19.  | Philadelphia     | Egyesült Államok | Mann Center for the Performing Arts  |
| 2011. augusztus 20.  | Holmdel Township | Egyesült Államok | PNC Bank Arts Center                 |
| 2011. augusztus 21.  | Hershey          | Egyesült Államok | Star Pavilion at Hersheypark Stadium |
| 2011. augusztus 23.  | Toronto          | Kanada           | Molson Amphitheatre                  |
| 2011. augusztus 25.  | Boston           | Egyesült Államok | Bank of America Pavilion             |
| 2011. augusztus 26.  | Timonium         | Egyesült Államok | Timonium Racetrack                   |
| 2011. augusztus 27.  | Geddes           | Egyesült Államok | Mohegan Sun Grandstand               |
| 2011. augusztus 29.  | St. Louis        | Egyesült Államok | Fabulous Fox Theatre                 |
| 2011. augusztus 31.  | Dallas           | Egyesült Államok | Gexa Energy Pavilion                 |
| 2011. szeptember 1.  | Kansas City      | Egyesült Államok | Starlight Theatre                    |
| 2011. szeptember 3.  | Pueblo           | Egyesült Államok | Colorado State Fair Events Center    |
| 2011. szeptember 4.  | Broomfield       | Egyesült Államok | 1stBank Center                       |
| 2011. szeptember 5.  | Salem            | Egyesült Államok | L.B. Day Comcast Amphitheatre        |
| 2011. szeptember 7.  | West Valley City | Egyesült Államok | Maverik Center                       |
| 2011. szeptember 9.  | San Diego        | Egyesült Államok | Valley View Casino Center            |
| 2011. szeptember 10. | Las Vegas        | Egyesült Államok | Mandalay Bay Events Center           |
| 2011. szeptember 12. | Puyallup         | Egyesült Államok | Northwest Concert Center             |
| 2011. október 13.    | Victoria         | Kanada           | Save-On-Foods Memorial Centre        |
| 2011. október 14.    | Vancouver        | Kanada           | Rogers Arena                         |
| 2011. október 16.    | Edmonton         | Kanada           | Rexall Place                         |
| 2011. október 17.    | Calgary          | Kanada           | Scotiabank Saddledome                |
| 2011. október 19.    | Saskatoon        | Kanada           | Credit Union Centre                  |
| 2011. október 21.    | Winnipeg         | Kanada           | MTS Centre                           |
| 2011. október 23.    | Cleveland        | Egyesült Államok | Wolstein Center                      |
| 2011. október 24.    | London           | Kanada           | John Labatt Centre                   |
| 2011. október 25.    | Oshawa           | Kanada           | General Motors Centre                |
| 2011. október 28.    | Ottawa           | Kanada           | Scotiabank Place                     |
| 2011. október 29.    | Hamilton         | Kanada           | Copps Coliseum                       |
| 2011. október 30.    | Montréal         | Kanada           | Bell Centre                          |
| 2011. december 1.    | Sacramento       | Egyesült Államok | Power Balance Pavilion               |
| 2011. december 2.    | Phoenix          | Egyesült Államok | US Airways Center                    |

## Fordítás
Ez a szócikk részben vagy egészben  a   We Own the Night Tour című angol Wikipédia-szócikk fordításán alapul.  Az eredeti cikk szerkesztőit annak laptörténete sorolja fel. Ez a jelzés csupán a megfogalmazás eredetét és a szerzői jogokat jelzi, nem szolgál a cikkben szereplő információk forrásmegjelöléseként.